# Front républicain
Het Front républicain, Nederlands: Republikeins Front, was een parlementaire groepering in de Franse Assemblée nationale, die op 8 december 1956 werd opgericht, nog in de tijd van de Vierde Republiek. De groepering bestond uit centrumlinkse partijen. De naam was niet zelf bedacht, maar door een Franse journalist.
Het Front républicain bestond uit de volgende partijen:
- Parti radical-socialiste PRS - links-liberaal
- Section française de l'Internationale ouvrière SFIO - sociaaldemocraten
- Union démocratique et socialiste de la Résistance UDSR - links-liberaal en sociaaldemocraten
- Centre national des républicains sociaux CNRS - gaullistisch

Het Front républicain won de parlementsverkiezingen van 2 januari 1956, het kreeg 29,2% van de stemmen. Pierre Mendès France, die eerder premier van Frankrijk was geweest en lid van de Parti radical-socialiste, Guy Mollet van de SFIO, François Mitterrand van de UDSR en Jacques Chaban-Delmas van de CNRS en waren de initiatiefnemers tot de oprichting.
President René Coty benoemde voorman Guy Mollet van de SFIO na de verkiezingsoverwinning van 1956 tot formateur. Mollet werd op 31 januari 1956 premier van Frankrijk, van een kabinet gevormd door leden van het Front Républicain. Zijn harde opstelling inzake Frans-Algerije, de oorlog om de onafhankelijkheid van Algerije was sinds 1954 aan de gaan, leidde in 1957 tot de val van de coalitie.